# Kay Sokolowsky
Kay Sokolowsky (* 1963) ist ein deutscher Journalist und Autor.

## Leben
Sokolowsky studierte Germanistik, Geschichte und Philosophie. Er arbeitet als freier Journalist (u. a. für junge Welt, Jungle World, konkret, taz und Weltwoche). Er lebt mit seiner Frau in Hamburg. Mit der ersten Ausgabe 2023 ist er Redakteur des Politikteils der konkret.

## Werk
Er schrieb Bücher über Harald Schmidt, Alice Schwarzer und Michael Moore. Er hielt Vorlesungen über Ror Wolf, von dem er autorisiert wurde, dessen Biografie zu schreiben. Diese Biografie wurde nicht geschrieben, und Wolf revidierte seine Autorisierung später. Für das Wintersemester 2002 erteilte die Universität Hamburg Sokolowsky einen Lehrauftrag als Gastdozent für ein germanistisches Seminar über die Neue Frankfurter Schule und ihren Einfluss auf die Harald Schmidt Show.
2011 kritisierte er Bernard-Henri Lévy wegen dessen Werben für den von Frankreich vorangetriebenen internationalen Militäreinsatz in Libyen im dortigen Bürgerkrieg.

## Schriften
- Wer steckt dahinter? Die 99 wichtigsten Verschwörungstheorien (mit Jürgen Roth). Kiepenheuer & Witsch (1998), ISBN 3-462-02765-4
- Der Dolch im Gewande. Komplotte und Wahnvorstellungen aus zweitausend Jahren (mit Jürgen Roth). Konkret Literatur Verlag (1999), ISBN 3-930786-21-4
- Lügner, Fälscher, Lumpenhunde (mit Jürgen Roth). Reclam, Leipzig (2000), ISBN 3-379-01721-3
- Who the fuck is Alice? Was man wissen muß, um Alice Schwarzer vergessen zu können. Edition Tiamat (2000), ISBN 3-89320-029-0
- Late Night Solo. Die Methode Harald Schmidt. Aufbau Verlag (2004), ISBN 3-7466-7044-6
- Michael Moore. Filmemacher, Volksheld, Staatsfeind. Konkret Literatur Verlag (2005), ISBN 3-89458-238-3
- Feindbild Moslem. Rotbuch-Verlag (2009), ISBN 3-86789-083-8
- Stadt Land Russ'. Geschichten aus der Fränkischen Schweiz. (mit Michael Rudolf und F.W. Bernstein), Oktober Verlag, Münster 2010, ISBN 978-3-938568-86-6